# Gregory P. Winter
Sir Gregory Paul Winter, född 14 april 1951 i Leicester i Leicestershire, är en brittisk biokemist som erhöll Nobelpriset i kemi 2018 som är mest känd för sitt arbete med monoklonala antikroppar för terapeutiskt bruk. Han uppfann en teknik för att humanisera antikroppar (1986) och senare också en teknik för att fullt humanisera antikroppar med hjälp av fagdisplay. Innan detta hade antikropparna utvunnits från möss vilket gjorde det vanskligt i terapeutiskt bruk då det mänskliga immunförsvaret angrep dessa. För detta arbete erhöll Winter tillsammans med George P. Smith hälften av Nobelpriset i kemi 2018. Den andra halvan tilldelades Frances Arnold.

## Utmärkelser
- Colworth Medal,  1986
- Louis Jeantet-priset i medicin,  1989[7]
- Emil-von-Behring-Preis,  1990
- Scheelepriset,  1994
- Kung Faisals internationella pris i medicin,  1995
- Kommendör av 2 klass av Brittiska imperieorden,  31 december 1996[8]
- William B. Coley Award,  1999[9]
- Hedersdoktor vid Nantes universitet,  8 januari 2001[10]
- Gabbay-utmärkelsen, med  William Rastetter och Dennis Slamon,  2002[11]
- Knight Bachelor,  2004[12]
- Balymedaljen,  2005
- Royal Medal,  2011
- Prinsessan av Asturiens pris för teknisk och vetenskaplig forskning,  2012
- Gairdner Foundation International Award,  2013
- Wilhelm Exner-medaljen,  2015[13]
- Prins Mahidol-priset,  2016
- Nobelpriset i kemi, med  Frances H. Arnold och George P. Smith,  2018[14]
- Hedersdoktor vid Universität für Bodenkultur Wien,  2020[1]
- Copleymedaljen,  29 augusti 2025[15]
- Hedersledamot av British Biophysical Society
- Fellow of the Australian Academy of Technological Sciences and Engineering
- Fellow of the Academy of Medical Sciences[12]

[Redigera Wikidata]